# أبريل هادي
أبريل هادي (بالإندونيسية: April Hadi)‏ (10 أبريل 1981 بإندونيسيا - ) هو لاعب كرة قدم إندونيسي في مركز الوسط. لعب مع برسيجا جاكارتا وPSPS Pekanbaru ‏.

## وصلات خارجية
- أبريل هادي على موقع قاعدة بيانات كرة القدم.إي يو (الإنجليزية)
- أبريل هادي على موقع Soccerway.com (الإنجليزية)